# Лоусон, Джим
Джим Лоусон (англ. Jim Lawson) — американский художник комиксов о черепашках-ниндзя. Он также является автором и художником черно-белого комического сериала "Палео: сказки позднего мелового периода".

## Карьера
Джим Лоусон (родился 19 февраля 1960 года) - выходец Художественного колледжа Пайера в Нью-Хэвене, штат Коннектикут, со степенью бакалавра в области изобразительных искусств. В 1986 году Джим познакомился с Истменом и Лэрдом на одном из комикс-конвентов. Тогда его поражала сама идея собственного успешного издания своего комикса, это было для него незабываемо. И Питер Лэрд, который на шесть лет был старше Джима, имел семью и выглядел мужчиной в возрасте, оказался для него таким же приятелем, что и сверстники. Они вместе могли сидеть на диване перед телевизором, поглощать попкорн и болтать о чем угодно. Так что Лоусон не задумываясь присоединился к Истмену и Лэрду и развивающейся Студии "Mirage". Переехав в Нортхемптон из Фоллс Вилладж (Коннектикут), он начал работу в Студии со своего комикса "Bade Biker & Orson", а чуть после стал работать над TMNT, сначала выполняя тушь, а после и рисунок.

## Стиль рисунка
Его стиль - его визитная карточка - столь узнаваемый, но столь разный и постоянно изменяющийся. Для каждой комикс-серии он рисует совсем иначе, но его ни с кем нельзя спутать. Он сделал Черепах очень выразительными и гибкими, придал им совокупность движения и эмоций, при этом не делая их слишком человечными. Гигантский арк «Война в Городе», рисунок к которому он выполнял, набрал большую популярность, вернув оригинальную серию комиксов о Черепахах в прежнюю колею, и в 1993 году Джим был приглашен на должность соавтора.
С тех пор, вплоть до продажи прав на Черепах, Лоусон оставался бессменным художником основной серии на протяжении Volume (томов) 1, 2 и 4. Помимо этого он писал свои сценарии и рисовал для серии "Tales of the TMNT". Студия "Mirage" опубликовала немало его собственных комикс-серий, к числу которых, кроме вышеуказанного, относятся "Dino Island", "Paleo", "Guzzi LeMans". В паре с Питером Лэрдом он работал над трилогией новелл "Planet Racers", рассказывающей о межпланетных гонках. Кстати, персонажи его новеллы появлялись в одном из эпизодов третьего сезона TMNT 2003 (S3xE20 Across the Universe).

## Связь с фанатами
Джим Лоусон является самым отзывчивым и дружелюбным среди всей команды "Mirage". Он читает всю входящую почту и никогда не откажется ответить на письмо, если оно его заинтересовало.

## Личная жизнь
Лоусон живет в Нортгемптоне, штат Массачусетс.